# Lesbian Herstory Archives
Die Lesbian Herstory Archives (LHA) sind ein in New York City ansässiges Archiv und Museum, das sich der Bewahrung lesbischer Geschichte widmet. Es hat seinen Sitz in Park Slope, Brooklyn. Das Archiv enthält die weltweit größte Sammlung von Materialien von und über Lesben.
Das Archiv wurde 1974 von lesbischen Mitgliedern der Gay Academic Union gegründet, die eine Gruppe zur Diskussion des Sexismus innerhalb dieser Organisation organisiert hatten. Die Gründerinnen Joan Nestle, Deborah Edel, Sahli Cavallo, Pamela Oline und Julia Penelope Stanley wollten sicherstellen, dass die Geschichte der lesbischen Community für künftige Generationen bewahrt wird.  
Bis in die 1990er Jahre war das Archiv in der Wohnung von Nestle in der Upper West Side in Manhattan untergebracht. Die Sammlung wuchs schließlich über den Raum hinaus und wurde in ein Sandsteingebäude verlegt, das die Gruppe in Brooklyns Park Slope-Viertel erworben hatte. Das Archiv verwahrt alle möglichen historischen Artefakte im Zusammenhang mit Lesben und Lesbenorganisationen und ist mittlerweile auf etwa 11.000 Bücher und 1300 Zeitschriftentitel sowie eine unbekannte Anzahl von Fotografien angewachsen.

## Geschichte

### Gründung und frühe Jahre
Nach den Stonewall-Unruhen von 1969 bildeten sich viele Gruppen, die sich der Befreiung der Homosexuellen widmeten. Joan Nestle führt die Gründung des Lesbian Herstory Archives auf die Stonewall-Unruhen zurück „und den Mut, der in den Straßen seine Stimme fand“. 1973 wurde die Gay Academic Union von schwulen und lesbischen Akademikern und Akademikerinnen gegründet, die daran interessiert waren, einen Beitrag zur Bewegung zu leisten. Lesbische Mitglieder der GAU riefen eine eigene  Gruppe ins Leben, um innerhalb der GAU über Sexismus zu diskutieren. Die Frauen waren besorgt darüber, wie leicht die lesbische Geschichte verloren gegangen war, und wollten nicht, dass ihre Geschichte von patriarchalischen Historikern erzählt wird. Joan Nestle ging später auf den Anstoß für das Archiv ein und schrieb: „Die Wurzeln des Archivs liegen in den stummen Stimmen, den zerstörten Liebesbriefen, den geänderten Pronomen, den sorgfältig bearbeiteten Tagebüchern, den nie gemachten Bildern, den beschönigten Verzerrungen, die das Patriarchat durchgehen ließ“. Das Motto des Lesbian Herstory Archives lautet: „In Erinnerung an die Stimmen, die wir verloren haben“.
Der im Namen verwendete, bereits seit 1970 nachweisbare Begriff Herstory bildet diese Kritik an der patriarchalischen Geschichtsschreibung ab und ersetzt im Rahmen eines Wortspiels das im englischen history (=Geschichte) enthaltene maskuline Possessivpronomen his durch das weibliche Possessivpronomen her und signalisiert so den Anspruch auf eine eigene Geschichtsschreibung.
Die ursprüngliche Zweckbestimmung der Organisation sah vor, dass die Sammlung niemals getauscht oder verkauft werden darf, dass sie in einem von Lesben besetzten Raum der lesbischen Gemeinschaft untergebracht werden sollte und dass alle Frauen Zugang zu ihr haben sollten.
Die Gründungsmitglieder des Lesbian Herstory Archives hatten Hintergründe im lesbischen Feminismus und politischen Lesbentum und umfassten Joan Nestle, Deborah Edel, Sahli Cavallo, Pamela Oline und Julia Penelope Stanley. Die lesbische Aktivistin Mabel Hampton, die, als Nestle aufwuchs, als Haushälterin für die Familie von Nestle gearbeitet hatte, war ebenfalls eine frühe Mitarbeiterin. Die Gründerinnen begannen damit, Dokumente und Artefakte mit Bezug zur lesbischen Geschichte zu sammeln und zu bewahren. Sie interessierten sich für die Sozialgeschichte der Gemeinschaft und sammelten alle möglichen Materialien zur lesbischen Geschichte, unabhängig davon, ob die Lesbe berühmt oder Teil einer Randgruppe war. Edel erzählte später scherzhaft, wenn ein Gegenstand von einer Lesbe berührt werde, würden sie ihn sammeln. Das Archiv debütierte 1974 und war in der Speisekammer einer Wohnung in der Upper West Side von Nestle untergebracht. Der Standort des ursprünglichen Archivs wurde 2008 vom Bezirk Manhattan als Women’s Rights Historic Site anerkannt.
Die LHA begann im Juni 1975 mit der Produktion eines Newsletters, der „Lesbian Herstory Archives News“ und öffnete 1976 ihre Archive. 1979 wurde die LHA zu einer der ersten queeren Non-Profit-Organisationen in New York, als sie als Lesbian Herstory Educational Foundation gegründet wurde.

### Umzug nach Park Slope
Das Archiv nahm schließlich einen Großteil der Wohnung von Nestle ein und es wurde notwendig, ein neues Zuhause für die Materialien zu finden. Nach Jahren der Geldbeschaffung, die 1985 begann, erwarb das LHA 1990 ein vierstöckiges Sandsteingebäude in der 484 14th Street in Park Slope. Das Archiv wurde 1992 in sein neues Zuhause verlegt, und im Juni 1993 fand eine offizielle Eröffnung statt. In der 16. Ausgabe des Lesbian Herstory Archives Newsletter vom Dezember 1996 wurde bekannt gegeben, dass die Hypothek für das Gebäude abbezahlt worden war. Heute umfasst der Bestand rund 11.000 Bücher und 1300 Zeitschriftentitel sowie eine unbekannte Anzahl von Fotografien.

## Organisation und Ausstellungen

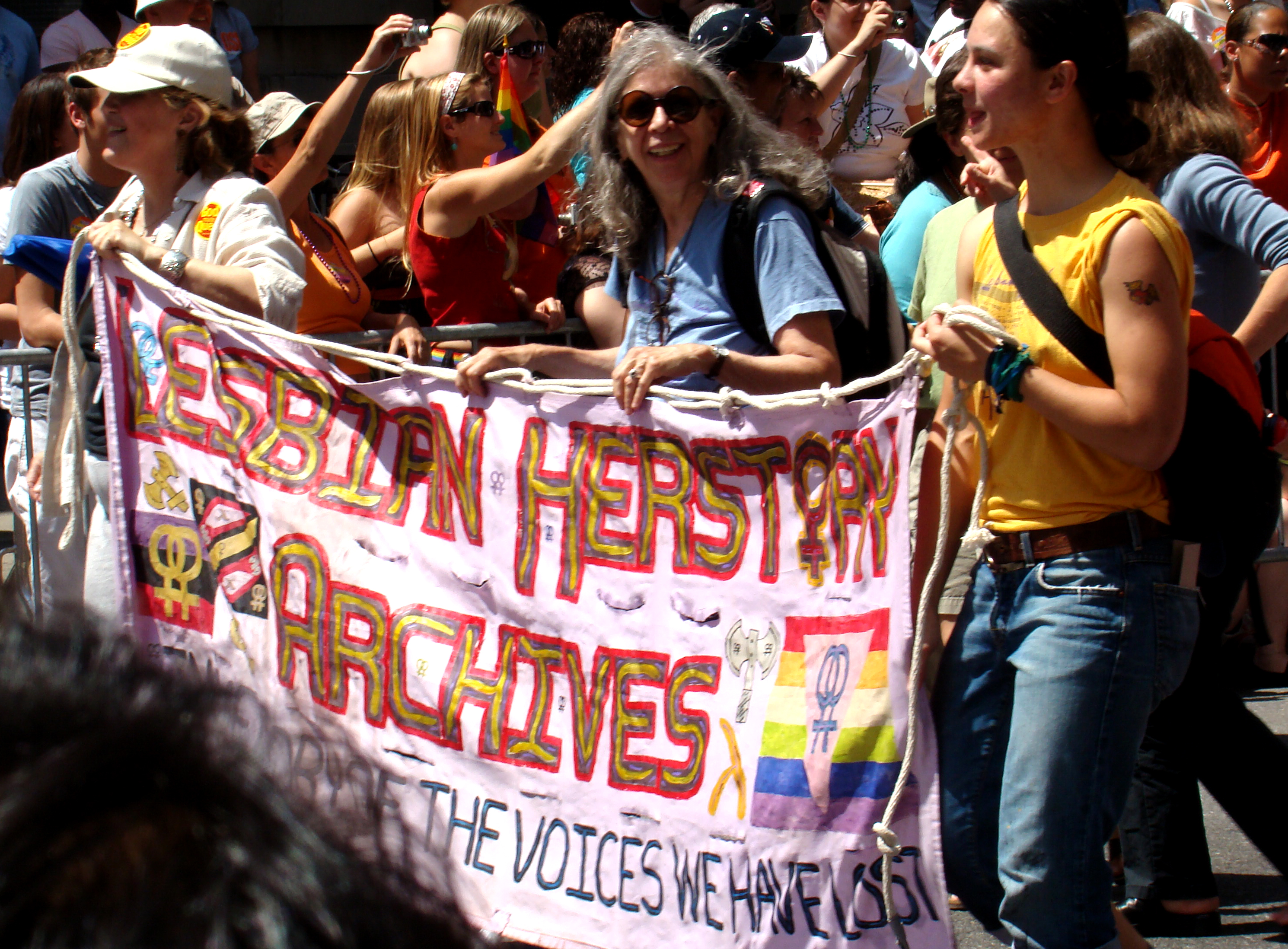
Frauen, die 2007 im New York City LGBT Pride March marschieren, halten ein Transparent für die Lesbian Herstory Archives mit der Unterschrift „In Erinnerung an die Stimmen, die wir verloren haben“.

Die Lesbian Herstory Archives werden von einem Koordinierungsausschuss geleitet, der bestimmt, welche Gegenstände in die Archive aufgenommen werden. Das Archiv wird ausschließlich von Freiwilligen und Praktikanten geführt. Die LHA richtet in ihren Räumlichkeiten Veranstaltungen aus, darunter Kurse, Referenten, Marathon-Lesungen von Gedichten und eine jährliche Veranstaltung zum Valentinstag. Archivare der LHA marschieren regelmäßig im New York City Dyke March und bis 2014 im LGBT Pride March.
In den frühen Jahren des Lesbian Herstory Archives wurden Materialproben aus den Archiven zu Vortragsveranstaltungen mitgebracht. Um sie zu erhalten, wurde eine reisende Diashow entwickelt.

## Sammlung
Das Lesbian Herstory Archive begann mit persönlichen Materialien, die von den Gründerinnen gespendet wurden. Es enthält alles, was die Gründerin Joan Nestle geschrieben hat. Die Gründerinnen riefen auch zu Materialspenden auf und bauten ihre Sammlung im Laufe der Jahre schrittweise aus. Heute umfasst die Sammlung alle Arten von historischen Artefakten, darunter Papiere, Tagebücher, Zeitschriften, Fotos, Tonbänder, Plakate, Ansteck-Buttons, Zeitschriften, Zines, T-Shirts und Videos. Kopien von Filmen stehen im Archiv zur Ansicht zur Verfügung, und die Originale werden außerhalb des Archivs in einer klimatisierten Lagereinrichtung aufbewahrt.
Mabel Hampton schenkte dem Archiv 1976 ihre umfangreiche lesbische Pulp-Fiction-Sammlung. Archivalien  der New Yorker Historischen Gesellschaft für Lesben und Schwule und des Lesbischen Geschichtsprojekts wurden nach der Auflösung dieser Organisationen an das Archiv gespendet. Das Archiv beherbergt die Sammlung „Red Dot“, die aus der Bibliothek der New Yorker Sektion der „Daughters of Bilitis“ besteht, der ersten nationalen Lesbenorganisation der Vereinigten Staaten. Die Schriftstellerin und Aktivistin Audre Lorde schenkte dem Archiv einige ihrer Manuskripte und persönlichen Unterlagen. Die Marge-MacDonald-Sondersammlung besteht aus den Büchern, Papieren und Zeitschriften von Marge MacDonald, die die Materialien der LHA in ihrem Testament gegen den Einspruch ihrer Familie hinterlassen hat, die sie vernichten wollte. Die L-Word-Produktion spendete 2010 ihre Pressematerialien.
Die LHA-Website, die 1997 online ging, hat sich zu einer digitalen Sammlung mit einem virtuellen Rundgang durch die Archive entwickelt. Die digitale Sammlung wird von der School of Information des Pratt Institute gehostet. Die LHA ist dabei, ihre Audio- und Zeitungssammlung sowie die Videointerviews der Daughters of Bilitis zu digitalisieren. Die LHA unterhält über 1500 Fachdateien zu verschiedenen Themen, die sie mit Hilfe von Primärquellen-Mikrofilm auf 175 Rollen mikroverfilmt hat.